# Município de Whitehead (condado de Alleghany, Carolina do Norte)
Localização da Carolina do Norte nos E.U.A.
O município de Whitehead (em inglês: Whitehead Township) é um localização localizado no  condado de Alleghany no estado estadounidense da Carolina do Norte. No ano 2010 tinha uma população de 1.060 habitantes.

## Geografia
O município de Whitehead encontra-se localizado nas coordenadas 36° 27′ 24,47″ N, 81° 07′ 56,31″ O.